# Chlopsis dentatus
Chlopsis dentatus är en fiskart som först beskrevs av Seale, 1917.  Chlopsis dentatus ingår i släktet Chlopsis och familjen Chlopsidae. Inga underarter finns listade i Catalogue of Life.